# Сингапур на летних Олимпийских играх 1956
Сингапур принимал участие в Летних Олимпийских играх 1956 года, проходивших с 22 ноября по 8 декабря в Мельбурне (Австралия) в третий раз за свою историю, но не завоевал ни одной медали. Сборную страны представляло 52 спортсмена, состязавшихся в шести видах спорта: баскетболе, лёгкой атлетике, хоккее с мячом, парусном спорте, водном поло, тяжёлой атлетике.
Следующие сингапурские легкоатлеты участвовали в играх:

## Лёгкая атлетика
- Jesudason Janet Elizabeth
- Klass Mary Beatrice
- Soon Kesavan
- Tan Eng Yoon

## Баскетбол
- Sy Kee Chao
- Chen Sho Fa
- Henderson Jerome
- Ho Lien Siew
- Ko Tai Chuen
- Lee Chak Men
- Ong Kiat Guan
- Wee Tian Siak
- Wong Kim Poh
- Yee Tit Kwan
- Yeo Gek Huat

## Хоккей
- Abdullah Hamid
- Ajit Singh Gill
- Vijiaratnam Arumugam
- Burdette Mathew Coutts
- Chai Hon Yam
- Devadas Vellupillai
- E. N Pillai
- Edwin Jeyaceilan Doraisamy
- Fred Fernandez
- Michael George Wright
- Osbert John de Rozario
- Percy Milton Pennefather
- Roy Sharma
- Roland Schoon
- Rudolf William Mosbergen
- S. Jeyathurai
- Sinnadurai Vellupillai
- William Douglas Hay

## Водное поло
- Kee Soon Bee
- Tan Eng Liang
- Chee Lionel
- Gan Eng Teck
- Lim Ting Kiang, David
- Lim Teck Pan
- Oh Chwee Hock
- Tan Eng Bock
- Thio Gimhock
- Wolters Alexander
- Wolters Weibe Johan
- Yeo Oon Tat, Eric

## Тяжёлая атлетика
- Чэнь Хаолян (Тань Хоулянг)
- Tan Ser Cher (7-е место)
- Wong Kay Poh

## Парусный спорт
- Golding Kenneth Dunstan
- Ho Robert
- Holiday Edward Gilbert
- Johnson Keith Littlewood
- Snowden John